# Aloe gariepensis
Aloe gariepensis es una especie de planta fanerógama perteneciente a la familia Xanthorrhoeaceae. Es originaria de Sudáfrica.

## Descripción
Aloe gariepensis  es una planta sin o cortos tallos, generalmente solitarios, a veces ramificados, y luego formando grupos pequeños. El tallo es erecto o decumbente e individualmente en el cultivo de plantas alcanza un tamaño  de hasta 1 metro de largo. Está cubierto con los restos de hojas muertas. Las hojas son lanceoladas y forman densas rosetas. Su color es verde mate a marrón rojizo y lámina de la hoja es de 30 a 40 cm de largo y de 5 a 8 cm de ancho. La superficie de la hoja está ligeramente forrada de manchas blancas. Los dientes son punzantes, rojizas y marrones en el margen de la hoja y miden de 2 a 3 milímetros de longitud y están a unos 10 milímetros de distancia. La inflorescencia es simple de 80 a 120 centímetros de largo.  Las brácteas lanceoladas tienen una longitud de aproximadamente 25 mm y 8 mm de ancho.  Las flores son 23 a 27 milímetros de largo y redondeadas en la base.  Sus tépalos exteriores no se fusionan. Los estambres y estilo se destacan 5 a 6 mm de la flor.

## Taxonomía
Aloe gariepensis fue descrita por Neville Stuart Pillans y publicado en S. African Gard. 23: 213 1933.
Etimología
Aloe: nombre genérico de origen muy incierto: podría ser derivado del griego άλς, άλός (als, alós), "sal" - dando άλόη, ης, ή (aloé, oés) que designaba tanto la planta como su jugo - debido a su sabor, que recuerda el agua del mar. De allí pasó al Latín ălŏē, ēs con la misma aceptación, y que, en sentido figurado, significaba también "amargo". Se ha propuesto también un origen árabe, alloeh, que significa "la sustancia amarga brillante"; pero es más probablemente de origen complejo a través del hébreo: ahal (אהל), frecuentemente citado en textos bíblicos.
gariepensis: epíteto
Sinonimia
- Aloe gariusana Dinter[5]